# Brigade Nord
Brigade Nord är en mekaniserad brigad inom Norges armé. Brigade Nord har till huvuduppgift att bedriva brigads strid på egen hand eller i samverkan med allierade trupper i och utanför Norge.  Brigaden består av cirka 4500 yrkesbefäl, fast anställda soldater och värnpliktiga och är därmed den norska arméns största enhet tillika enda brigad. Brigade Nord bildades 2002 ur föregångaren Brigaden i Nord-Norge.

## Organisation
Brigade Nord har sitt högkvarter med brigadstaben inom Bardufoss garnison i Bardu kommun, Troms fylke och sammansätts av åtta bataljoner och ett kompani. Brigadens enheter är i övrigt förlagda till Barduforss garnison och Setermoens garnison i Bardu kommun, Skjolds garnsion i Målselvs kommun samt Rena garnison i Åmots kommun.
| Manöverbataljoner: - Pansarbataljonen - 2. bataljonen - Telemarks bataljon | Övriga enheter: - Artilleribataljonen - Ingenjörbataljonen - Sambandsbataljonen - Sjukvårdsbataljonen - Stridsträngbataljonen - Militärpoliskompaniet |